# 康普隆
康普隆（法語：Camplong，法語發音：[kɑ̃plɔ̃]）是法国埃罗省的一个市镇，属于贝济耶区。

## 地理
康普隆（43°40'22"N, 3°7'6"E）面积13.25 平方千米，位于法国奧克西塔尼大區埃罗省，该省份为法国南部沿海省份，南濒地中海，西南接奥德省，西北接塔恩省和阿韦龙省，东北与加尔省接壤。
与康普隆接壤的市镇（或旧市镇、城区）包括：阿韦讷、勒布斯凯多尔布、格赖瑟萨克、圣艾蒂安-埃斯特雷舒、奥尔布河畔拉图尔。
康普隆的时区为UTC+01:00、UTC+02:00（夏令时）。

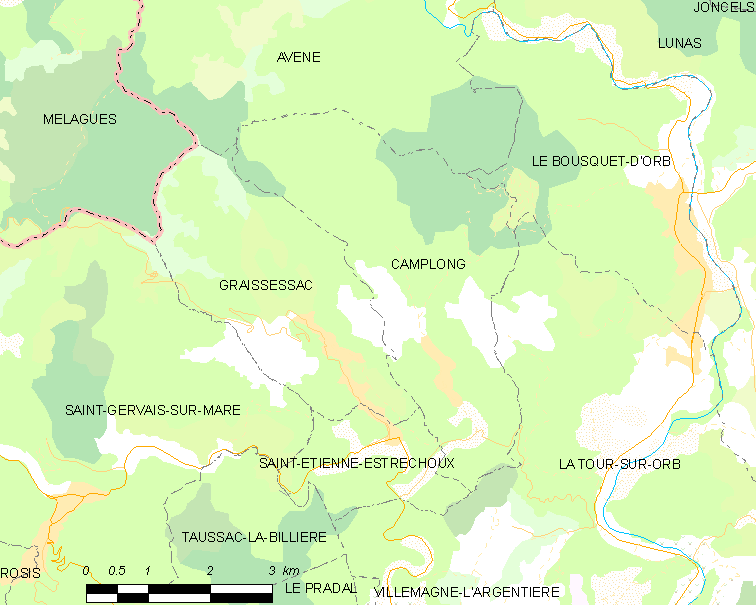
康普隆的OSM定位图

## 行政
康普隆的邮政编码为34260，INSEE市镇编码为34049。

## 政治
康普隆所属的省级选区为克莱蒙莱罗县。

## 人口

1962-2008年间康普隆人口变化图示

康普隆于2022年1月1日时的人口数量为217人。